# Stanley Brundy
Stanley Dwayne Brundy (New Orleans, 13 novembre 1967) è un ex cestista statunitense, professionista nella NBA, in Europa e in Sudamerica.

## Carriera
Venne selezionato dai New Jersey Nets al secondo giro del Draft NBA 1989 (32ª scelta assoluta).

## Statistiche

### College
| Anno      | Squadra          | PG  | PT | MP   | TC%  | 3P% | TL%  | RP   | AP  | PRP | SP  | PP   |
| --------- | ---------------- | --- | -- | ---- | ---- | --- | ---- | ---- | --- | --- | --- | ---- |
| 1985-1986 | DePaul B. Demons | 18  | 4  | 9,6  | 46,5 | -   | 29,4 | 2,0  | 0,6 | 0,4 | 0,4 | 2,5  |
| 1986-1987 | DePaul B. Demons | 31  | 0  | 21,4 | 56,9 | -   | 51,0 | 6,5  | 0,7 | 1,3 | 0,6 | 8,0  |
| 1987-1988 | DePaul B. Demons | 30  | -  | 30,5 | 65,8 | -   | 52,0 | 8,7  | 1,2 | 1,8 | 1,5 | 14,7 |
| 1988-1989 | DePaul B. Demons | 33  | 33 | 31,9 | 64,9 | -   | 48,6 | 10,2 | 1,2 | 2,0 | 1,4 | 19,5 |
| Carriera  | Carriera         | 112 | 37 | 25,0 | 62,7 | -   | 49,0 | 7,5  | 1,0 | 1,5 | 1,1 | 12,3 |

## Palmarès
- CBA Newcomer of the Year (1992)
- All-CBA First Team (1993)
- All-CBA Second Team (1992)
- CBA All-Defensive First Team (1993)
- 2 volte miglior rimbalzista CBA (1992, 1993)